# Lo mejor de Ases Falsos, Volumen 1
Lo mejor de Ases Falsos, volumen 1 es el cuarto disco de la banda chilena de rock Ases Falsos. Se trata de un recopilatorio de 12 canciones de sus primeros tres álbumes, Juventud Americana (2012), Conducción (2014) y El hombre puede (2016). Fue publicado el 12 de mayo de 2017.

## Lista de canciones
| Lo mejor de Ases Falsos |                   |                    |          |  |
| N.º                     | Título            | Álbum              | Duración |  |
| 1.                      | «Pacífico»        | Juventud Americana | 3:46     |  |
| 2.                      | «Séptimo Cielo»   | Juventud Americana | 2:58     |  |
| 3.                      | «Salto Alto»      | Juventud Americana | 5:34     |  |
| 4.                      | «Fuerza Especial» | Juventud Americana | 6:20     |  |
| 5.                      | «Simetría»        | Conducción         | 4:01     |  |
| 6.                      | «La Gran Curva»   | Conducción         | 4:44     |  |
| 7.                      | «Cae La Cortina»  | Conducción         | 4:18     |  |
| 8.                      | «Mi Ejército»     | Conducción         | 3:58     |  |
| 9.                      | «Subyugado»       | El hombre puede    | 4:11     |  |
| 10.                     | «Gehena»          | El hombre puede    | 2:39     |  |
| 11.                     | «Mucho Más Mío»   | El hombre puede    | 4:25     |  |
| 12.                     | «Trato Hecho»     | El hombre puede    | 4:27     |  |

## Personal
- Cristóbal Briceño (Voz y guitarra)
- Simón Sánchez (Bajo y coros)
- Martín del Real (Guitarra solista y coros)
- Francisco Rojas  (Teclado y guitarras)
- Daniel de la Fuente (Batería)